# Hans von Blixen-Finecke sr.
baron Hans Gustaf von Blixen-Finecke (Trelleborg, 25 juli 1886 - Malmslätt, 26 september 1917) was een Zweedse ruiter, die gespecialiseerd was in dressuur. Von Blixen-Finecke behaalde tijdens de Olympische Zomerspelen 1912 de bronzen medaille in de dressuur. Hij kwam om het leven bij een vliegtuigongeluk. Zijn zoon Hans von Blixen-Finecke jr. won twee olympische gouden medaille in eventing tijdens de Olympische Zomerspelen 1952.

## Resultaten
- Olympische Zomerspelen 1912 in Stockholm  individueel dressuur met Maggie